# Kaarlela
Kaarlela, jusqu'en 1927 commune rurale de Kokkola (finnois : Kokkolan maalaiskunta, abrév. Kokkolan mlk), est une ancienne commune d'Ostrobotnie centrale en Finlande.

## Histoire
Le 1er janvier 1977, Kaarlela a été rattachée à Kokkola. 
Au 1er janvier 1976, la superficie de Kaarlela était de 334,5 km2 et au 31 décembre 1976 elle comptait 11 136 habitants.